# 沙县城隍庙
沙县城隍庙，位于中国福建省三明市沙县区凤岗街道文庙路118号，为闽中地区现存规模最大的城隍庙。1996年9月2日，沙县城隍庙列入第四批福建省文物保护单位。。
沙县城隍庙现存建筑建于清代高宗乾隆九年（公元1744年），是沙县境内保存最完整、规模最大的清代建筑。沙县城隍庙座北朝南，滨临沙溪河，总占地约6000平方米，为一三进古建筑。